# L'imputata
L'imputata (traduction littérale en français : « L'Inculpée ») est un roman de Laudomia Bonanni, publié en 1960.

## Chronologie
L'imputata est le premier roman de Laudomia Bonanni. Pour ce livre, elle avait d'abord choisi le titre Grigio all'alba (Gris à l'aube) puis le changea en Processo alla casa (Procès à la maison), avant de choisir en 1957 le titre définitif L'imputata.

En cours d'écriture, Laudomia Bonanni insère des personnages et des faits des Elziviri. Dans une interview de 1955 elle parle de ce roman. 
« [...] Si tratta infatti di un romanzo, di vaste proporzioni, fitto di personaggi. Sono gli sbitanti di un intero casamento, molte famiglie, la vita quotidiana vista per lo più attraverso le donne sui caposcala e i bambini in cortile. Una casa qualunque nel dopoguerra, dove tutto sembra tornato normale. Sotto questa apparenza di normalità, maturano e si manifestano le situazioni familiari profondamente alterate, i turbamenti infantili, gli sconvolgimenti dei ragazzi. »
— Laudomia Bonanni,  L'Italia che scrive, août-septembre 1955.

« [...] Il s'agit en effet d'un roman, de grandes proportions, plein de personnages. Ce sont les habitants d’une entière maison, de nombreuses familles, la vie quotidienne vue principalement à travers les femmes sur les marches d'escalier et les enfants dans la cour. Une maison banale d'après-guerre où tout semble redevenu normal. Sous cette apparence de normalité, mûrissent et se manifestent des situations familiales profondément altérées, les troubles infantiles, les bouleversements des enfants. »
— L'Italia che scrive, août-septembre 1955.
Présenté au Prix Strega par Geno Pampaloni (it), ce roman est retenu dans la sélection finale. Cette année là, le prix est remporté par Carlo Cassola, avec La ragazza di Bube. 
En août 1960, L'imputata remporte le Prix Viareggio pour la littérature.

## Résumé
Même si la ville n'est pas mentionnée dans le livre, l'histoire du roman se déroule à L'Aquila. 
De nombreuses familles, différentes par leur composition et leur extraction sociale vivent dans une grande maison qui donne sur une vaste cour arborée. Les femmes bavardent sur les balcons et les enfants jouent dans la cour.
Derrière cette apparente normalité, rythmée par les saisons, les études des uns et le travail des autres, la vie s'écoule naturellement alors que des drames se préparent. Un matin, au lever du soleil, les enfants découvrent le cadavre d'un nouveau-né, enveloppé dans des chiffons mouillés par la pluie. Un inspecteur cherche la femme, coupable de l'infanticide. Pendant que les habitants de la maison s'interrogent sur l'identité de la coupable, d'autres drames se succèdent : un adolescent se pend, un adulte se suicide et un autre garçon tue dans un élan de jalousie l'amant de sa mère.

## Critique
Le roman L'imputata suscite l’intérêt de la critique. Il fait l'objet de critiques littéraires par Pietro Dallamano, Giuseppe Ravegnani , Giovanni Titta Rosa, Lorenzo Gigli, Michele Prisco, Luigi Baldacci, Ferdinando Giannessi, Giuseppe De Robertis et autres.
La traduction du roman en français étend son intérêt en France, Belgique et au Canada. Parmi les critiques figurent Claude Bonnefoy« [...] Si les personnages sont nombreux, différenciés par leur métier, leur âge, leurs vices, leurs infirmités, ils ne sont pas que les représentants d'une société dominée par la violence et la misère, les protagonistes d'un jeu dramatique qui les dépasse, et dont les enfants, témoins précocement lucides et douloureux, constituent le chœur. Le récit, parfois gâché par de lourdeurs de traduction, s'efforce de présenter globalement toutes les réactions de ce petit monde clos. » et Georges Piroué« [...] j'y ai bien vu quel rôle de ferment, une sensualité honteuse d'elle même, joue dans cette chronique de quartier. Mais j'ai eu l'impression aussi d'être en face d'une œuvre néo-réaliste cuisinée à la sauce d'un cinétisme anonyme. Femmes, enfants, filles, garçons et maris à peu à près interchangeables n'en finissent pas d'entrer et de sortir, de monter et de descendre des étages, de s’éloigner et de se rapprocher. ».
Une synthèse critique figure dans la présentation de l'édition 2007 du roman. Liliana Biondi écrit: 
« Imputata è la sensualità in senso lato, ché, in tutto, essa si respira : nelle gravidanze delle donne, nella nidificazione dei colombi, nei lamenti dei gatti in amore, nella sete d'acqua della terra, nei germogli delle piante e dei fiori, nelle curiosità morbose di bambini e adolescenti (il piccolo Paris che fa sciovolare alla ragazza Tomei una mano sul posteriore. La manina di lui), nei pensieri anche perversi, nei discorsi allusivi, nei disegni di Ninni che rappresenta il gatto di dietro, nei giudizi e nei pregiudizi, nelle provocazioni di donne e ragazze, nelle manie degli adulti [...] dei vecchi, uomini e donne, dei diversi (Femminella per il bel biondino). »
— Liliana Biondi, 2007, page XXIX

« Inculpée est la sensualité au sens large, car on la respire en tout : dans les grossesses des femmes, dans la nidification des pigeons, dans les gémissements des chats en chaleur, dans la soif d'eau de la terre, dans les pousses des plantes et des fleurs, dans les curiosités morbides des enfants et des adolescents, dans les pensées même perverses, dans les discours allusifs, dans les dessins de Ninni qui représente le chat par derrière, dans les jugements et les préjugés, dans les provocations de femmes et de jeunes filles, dans les manies des adultes [...], des vieillards, hommes et femmes, des différents (Femminella pour le beau blondin). »
— 2007, page XXIX

## Éditions
- 1960 : L'imputata, Milan, Bompiani (Prix Viareggio[14]).
- 1965 : (es) Proceso  a una mujer, Barcelona, Vergara (trad. A. Lupo Canaleta).
- 1968 : L'Inculpée, Paris, Albin Michel (trad. d'Elsa Bonan).
- 2007 : L'imputata, réédition, L'Aquila, Textus (curatelle de Liliana Biondi).